# 列昂尼德·勃列日涅夫遇刺案
列昂尼德·勃列日涅夫遇刺案发生在1969年1月22日，苏联军队逃兵维克托·伊林，向载着苏联共产党中央委员会总书记列昂尼德·勃列日涅夫在莫斯科走街串巷的车队开枪，勃列日涅夫尽管未受伤，却造成一名司机被枪杀，几名苏联太空计划著名宇航员受轻伤。刺客最终被抓获，关于此事件的新闻，此后被苏联政府封锁数年。

## 背景
枪手维克多·伊万诺维奇·伊林（俄语：Виктор Иванович Ильин），1948年生于列宁格勒。1968年从一所技术学院毕业后入伍，军衔中尉。伊林一直怨恨强行征兵，对苏联入侵捷克斯洛伐克感到强烈不满。1969年1月21日，伊林从部队偷走两把标准规格的马卡洛夫手枪后，回到列宁格勒的家，偷走姐夫的警服。暗自离家后，他孤身前往莫斯科。

## 过程
当日，伊林伪装成警察，畅通无阻地穿过聚集在克里姆林宫博诺维特斯基门的大批等候人群，搭在着联盟4号和联盟5号宇航员的特殊车队预计经过此地。这是苏联最高规格的官方仪式。飞船机组人员弗拉基米尔·沙塔洛夫、鲍里斯·沃林诺夫、叶夫根尼·赫鲁诺夫和阿列克谢·叶利谢耶夫，一周前才完成历史性的太空载人飞船对接任务。抵达伏努科沃机场后，他们被勃列日涅夫和尼古拉·维克托罗维奇·波德戈尔内派来的车队，载到克林姆林宫国会大厦，参加纪念庆祝大会。四名航天员站在队伍前的一辆敞篷车里，向群众挥手，身后是封闭的旧豪华轿车。
1969年1月22日下午2点15分，车队开出大门。双手持手枪的伊林，无视挥着手的宇航员，向车队中的第二辆车开火。枪手后来承认只针对勃列日涅夫。但他并不知道，在这辆Zil豪华轿车中坐着的，只是早前任务中的宇航员：阿列克谢·列昂诺夫、瓦莲京娜·弗拉基米罗芙娜·捷列什科娃、格奥尔基·别列戈沃伊和安德里扬·尼古拉耶夫。伊林向轿车开了14枪，司机遇害，伊利亚·扎科夫先于警卫，开摩托车将枪手撞倒在地。其他乘客仅受皮外伤。伊林被捕后，宇航员凯旋仪式稍作延迟后，按计划进行。

## 后续
伊林受到克格勃首脑和未来的苏联共产党总书记尤里·安德罗波夫的漫长审讯。被宣布精神失常后，他被送往喀山精神病医院，单独监禁直到1988年。据俄罗斯消息人士透露，伊林1990年被释放后搬到圣彼得堡。留有弹孔的豪华轿车已被保留，时不时会公开展览。
事故暴露出苏联与西方在媒体方面的巨大鸿沟。稀少的后续新闻缓慢出现，花了整整两天，苏联新闻界才发表声明，即便给出的细节很具体，记者却并未确定枪手是男是女。即便没有官方确认，当时观察家也自信地认定事件是对勃列日涅夫的企图暗杀。多年后，宇航员列昂诺夫回想起勃列日涅夫事后向他吐露心声：“他把我拉到一边，对我说‘那些子弹不是向你的，阿列克谢，它们是朝向我的，我向你道歉’”。但直至苏联解体，克格勃公布的有关枪击案的资料仍然很少。整个事件被“如此有效的掩盖了”，令这个事件有时还被西方观察家引用，作为苏联保密能力和假情报的例子。